# Forcipomyia bromelicola
Forcipomyia bromelicola är en tvåvingeart som först beskrevs av Lutz 1914.  Forcipomyia bromelicola ingår i släktet Forcipomyia och familjen svidknott. Inga underarter finns listade i Catalogue of Life.